# 天南廣播電台
天南廣播公司是台湾民營广播电台，為綜合性節目區域電台。

## 天南廣播電台線上收聽
- 天南廣播電台線上收聽

## 收聽方式
天南廣播電台的收聽頻率為AM999，發射範圍涵蓋大台北地區。現今新增線上收聽天南廣播電台線上收聽，聽友有更多元的收聽方式。

## 電臺性質
天南的節目主要用閩南語播音，其次用國語。

### 節目規畫製作
節目類型包含新聞、生活、服務、娛樂。獲得新聞局、文建會等有關單位肯定與獎勵。

## 電臺歷史
- 1958年7月1日天南廣播電台成立
- 1958年8月2日天南廣播電台正式開播，地址為台北市杭州南路二段三十一號，頻率為1010千赫
- 1978年4月1日，改組為天南廣播股份有限公司，由林翔熊擔任董事長
- 1979年2月12日，頻率更改為1008千赫
- 1990年因發射訊號受友台電波干擾，申請更改頻率
- 2002年2月正式改換頻率為999千赫
- 2014年1月原址都更計畫，遷址至台北市承德路四段235號七樓
- 2018年因應趨勢，開放線上節目收聽